# Fortunago
Fortunago (lombardul: Fortünagh) település Olaszországban, Lombardia régióban, Pavia megyében. Lakosainak száma 365 fő (2023. január 1.). Fortunago Borgo Priolo, Borgoratto Mormorolo, Montesegale, Val di Nizza és Colli Verdi községekkel határos.

## Népesség
A település lakossága az elmúlt években az alábbi módon változott:
| Lakosok száma | 383  | 368  | 365  |
|               | 2017 | 2018 | 2023 |